# Karamyszewo (rejon szczokiński)
Karamyszewo (ros. Карамышево) – wieś (sieło) w Rosji, w obwodzie tulskim, w rejonie szczokińskim. W 2010 liczyła 1672 mieszkańców.